# Ichthyophis longicephalus
Ếch giun đầu dài (danh pháp hai phần:Ichthyophis longicephalus)là một loài ếch giun thuộc chi Ichthyophis, Họ Ếch giun. Loài này được tìm thấy ở Kerela. Môi trường sinh sống của chúng ở các khu vực nhiệt đới và cận nhiệt đới, trong các ao hồ, sông, vùng ngập nước.